# Cal Pati (Santa Maria de Merlès)
Cal Pati és una masia situada al municipi de Santa Maria de Merlès, a la comarca catalana del Berguedà. Es troba a la vora de la riera de Merlès.